# 바이던트

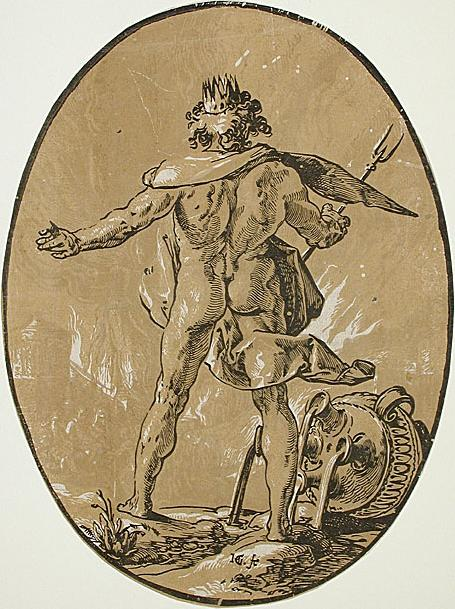
목판화에서 두 쌍을 들고 있는 플루톤

바이던트(bident)는 갈퀴처럼 생긴 두 갈래로 된 도구이다. 그리스 신화에서의 바이던트는 지하 세계의 통치자인 하데스 ( 플루톤 )와 관련된 무기로 등장한다.
이외에도 세 갈래의 삼지창은 바다 와 지진의 신인 그의 형제 포세이돈 ( 넵투누스 )의 도구이며, 표면적으로 하나의 주요 지점이나 갈래를 가진 것으로 보이는 번개는 신과 하늘의 왕인 막내 동생 제우스 ( 주피터 )의 상징이다.

## 같이 보기
- 아이기스
- 케뤼케이온
- 사스마타
- 삼지창